# オールスター紅白バレーボール大会
『オールスター紅白バレーボール大会』（オールスターこうはくバレーボールたいかい）は、1973年から1981年まで（1980年は除く）フジテレビ系列の『火曜ワイドスペシャル』（以降『火WSP』と略記）と『土曜グランドスペシャル』（同『土GSP』）で放送された、特別番組（スポーツバラエティ番組）である。全12回（11回＋スペシャル大会1回）。

## 概要
『オールスター紅白大運動会』・『オールスター紅白水泳大会』・『オールスター寒中水泳大会』・『オールスター夢の球宴』と並ぶ、フジテレビの芸能人対抗スポーツバラエティ番組の一つで、芸能人がチーム別に別れてバレーボールの試合を行う番組。タイトルには「紅白」とあるが紅白対抗ではなく、双方に所属している芸能人を、「男子タレント」や「女子歌手」などの様に「（性別）＋（ジャンル）」別にチーム編成し、男性芸能人は男性同士、女性芸能人は女性同士でトーナメント勝負を行って、男性と女性の優勝チームを決めるのが最大の特徴である。総合司会は『大運動会』同様土居まさるが担当、土居は実況も兼任した。
また1974年秋からは、かつて1964年東京オリンピックで優勝し、その名を世界に知らしめた日紡貝塚女子バレーボールチーム、通称「東洋の魔女」のメンバーが出演、試合の解説や閉会式のプレゼンターを務める一方、毎回冒頭で男性芸能人の選抜チームとのエキシビションマッチを行うという趣向も用意されていた。
当番組も『大運動会』同様、東京都内の体育館を使っての公開放送で、第1回の「大田区体育館」を皮切りに、様々な場所で収録を行っていた。
番組は1981年を以て終了。その後『大運動会』・『水泳大会』・『夢の球宴』が様々な形でリニューアル&復活したのに対し、「バレーボール」は、競技内容を大幅に変更した『第23回オールスター紅白大運動会』（1985年5月14日放送）での一競技として行ったのみで番組自体は復活せず、特に現在も使用されている「ラリーポイント制」が採用されてからは、一度も行われてない。また『大運動会』と『水泳大会』は、後年フジテレビの回顧特番などでしばしば取り上げられるのに対し、当番組は取り上げられる事は少ない。

## 放送日時
| 回                   | タイトル                                              | 放送年月日     | 放送時間（JST）   | 放送枠 | 備考                           |
| -------------------- | ----------------------------------------------------- | -------------- | ----------------- | ------ | ------------------------------ |
| 1                    | オールスター春のバレーボール大会                      | 1973年2月27日  | 火曜20:00 - 21:26 | 火WSP  |                                |
| 2                    | オールスター秋のバレーボール大会                      | 1973年10月23日 | 火曜20:00 - 21:25 | 火WSP  |                                |
| 3                    | オールスター春のバレーボール大会                      | 1974年4月30日  | 火曜20:00 - 21:25 | 火WSP  |                                |
| 4                    | 第4回芸能人選抜! 秋の紅白バレーボール大会             | 1974年10月15日 | 火曜20:00 - 21:25 | 火WSP  |                                |
| 5                    | 第5回芸能人選抜! 春の紅白バレーボール大会             | 1975年4月15日  | 火曜20:00 - 21:25 | 火WSP  | ここから単独開催（1978年除く） |
| 6                    | 芸能人選抜! 春の紅白バレーボール大会                  | 1976年5月4日   | 火曜20:00 - 21:24 | 火WSP  |                                |
| 7                    | 芸能人選抜! 春の紅白バレーボール大会                  | 1977年4月15日  | 火曜20:00 - 21:24 | 火WSP  |                                |
| 8                    | オールスター春の紅白バレーボール大会                  | 1978年4月15日  | 土曜19:30 - 20:54 | 土GSP  | 『土GSP』初回                  |
| SP                   | 激突!! 女子スター選抜バレーボール大会                 | 1978年8月5日   | 土曜19:30 - 20:54 | 土GSP  | 女性限定のスペシャル大会       |
| 9                    | 第9回芸能人ワールドカップバレーボール大会             | 1978年11月21日 | 火曜20:00 - 21:24 | 火WSP  | 4年振りの秋開催                |
| 10                   | 若さでスパイク 第10回オールスター紅白バレーボール大会 | 1979年4月17日  | 火曜20:00 - 21:24 | 火WSP  |                                |
| （1980年は開催せず） |                                                       |                |                   |        |                                |
| 11                   | 第11回オールスター紅白バレーボール大会                | 1981年5月19日  | 火曜20:00 - 21:24 | 火WSP  |                                |

『大運動会』同様、1973年と1974年は春秋開催だったが、1975年からは（1978年を除き）単独開催に変更、『大運動会』が秋単独となったのに対し、当番組は春単独になっている。例外として1978年は、4年振りに秋大会を『火WSP』で放送したのに対し、通常の春大会は、当時フジテレビが結成した女子プロ野球チーム「ニューヤンキース」宣伝のために、ニューヤンキースの試合をメインとした『土GSP』で放送、ニューヤンキースも参加した。
また通常の大会は男女混合だったが、1978年はニューヤンキースを始め、女性芸能人限定で行われたスペシャル大会『激突!! 女子スター選抜バレーボール大会』を開催した。

## 開会式
「開会式」は『大運動会』と同じで（ただし「聖火入場」は無し）、まず全選手がボールを持って入場し、チーム別に並んだ後、前回の優勝チームのキャプテンが「大会委員長」に優勝旗を返還、その後は選手代表による「選手宣誓」を行う。
そして最後は「始球式」で、ホイッスルの音と共に、全選手が持ったボールを高く上げた所で「開会式」は終わる。

## ルール

### 本戦
試合は「6人制」であるため、双方のチームはメンバーから6人選んで試合に参加。そして得点は当時採用されていた「サイドアウト制」で、サーブ権を持ったチームの選手が相手コートにボールを入れれば1点追加、15点先取したチームがセット勝利。ただし時間の関係上、試合は1セットマッチになっているため、セットを勝利したチームが即マッチ勝利となる。

### エキシビジョン
1974年秋から冒頭で行われた、元「東洋の魔女」と男性芸能人選抜チームの試合で、試合は「9人制」を使用、双方からは9名が参加する。そして「東洋の魔女」チームへのハンディキャップとして、男性芸能人チームにあらかじめ10点を入れてから開始。「9人制」であるため、サーブ権の有無に関わらず、相手コートにボールを入れれば1点追加、21点先取で勝利となる。

## チーム名称
チーム名はバレーボール用語から使われている（かっこ内は名前の由来）。
- クイッカーズ（クイック）
- スパイカーズ（スパイク）
- アタッカーズ（アタック）
- ドライブサーバーズ（ドライブサーブ）
- フェインターズ（フェイント）
- レシーバーズ（レシーブ）
- ドリブラーズ（ドリブル）
- ネットタッチャーズ（タッチネット）
- など

大半が攻撃技を使用、反則技は「ドリブラーズ」と「ネットタッチャーズ」のみ（しかも1回しか使わず）、「トス」や「パス」といった送り技は使用されなかった。

## その他
- 開始当初の「ルール説明」は、出場者（レツゴー三匹など）がコントで説明し、その後土居が更に詳しく説明していたが、数回でコントは止め、その後は一貫して土居が説明していた。
- 「サイドアウト制」を使用している関係上、試合が長くなるために、試合の途中でカットされることが多く、1セットをまるまる放送することは少なかった。